# منتخب ميانمار لكرة الطائرة للسيدات
منتخب ميانمار لكرة الطائرة للسيدات هو ممثل ميانمار الرسمي في المنافسات الدولية في كرة طائرة للسيدات
.